# Национальный орден Хуана Мора Фернандеса
Национальный орден Хуана Мора Фернандеса (исп. Orden Nacional Juan Mora Fernández) — государственная награда Коста-Рики.
Своё название орден получил в честь первого избранного президента страны Хуана Мора Фернандеса.
Предназначен для награждения исключительно иностранцев. Как правило вручается за выдающиеся заслуги, особенно на дипломатическом поприще или в области международных отношений.

## История
Орден учреждён указом от 11 июля 1991 года № 20572-PREE совместно подписанным президентом Кальдероном Фурнье и министром иностранных дел Ниехосом Кесадой.

## Степени
- Большой крест с золотой звездой
- Большой крест с серебряной звездой
- Старший офицер
- Командор
- Офицер
- Рыцарь

## Награждённые
Первыми награждёнными орденом были король Испании Хуан Карлос I и его супруга София Греческая.
В числе награждённых также князь Монако Альбер II, кардинал Помпедда, глава итальянской ветви королевского дома Бурбонов Обеих Сицилий Карло Бурбон-Сицилийский и др.

## Описание
- Знак представляет собой пятконечный крест белой эмали с раздвоенными плечами креста. Между плечами креста расположены расходящиеся лучи. В центре медальона на аверсе креста портрет Хуана Мора Фернандеса, окруженный кольцом синей эмали с надписью «JUAN MORA FERNANDEZ». Реверс плоский без белой эмали, в центре медальона герб Коста-Рики, окруженный кольцом синей эмали с надписью «AL MERITO * REPUBLICA DE COSTA RICA». Знаки в зависимости от степени изготавливаются из золота или серебра.
- Лента красная, с бело-сине-белыми полосами по краям, отображающими цвета национального флага.